# Lúcio Célio Rufo
Lúcio Célio Rufo (em latim: Lucius Coelius Rufus) foi um senador romano nomeado cônsul sufecto para o nundínio de novembro a dezembro de 119 com o Caio Herênio Capela. Entre 120 e 125, foi legado imperial da Mésia Superior. Em 127, foi legado da Germânia Inferior. Depois, desapareceu da história.